# Andrij Małysz
Andrij Łeonidowycz Małysz (ukr. Андрій Леонідович Малиш; ur. 6 lipca 1983 w Kijowie) – ukraiński koszykarz, występujący na pozycji silnego skrzydłowego.

## Osiągnięcia
Stan na 16 kwietnia 2022, na podstawie, o ile nie zaznaczono inaczej.

### Drużynowe
- Mistrz Ukrainy (2010, 2011)
- Wicemistrz Ukrainy (2001, 2002, 2004, 2010, 2015, 2016)
- Brązowy medalista mistrzostw Ukrainy (2003)
- Zdobywca Pucharu Superligi Ukrainy (2012)
- Finalista pucharu:
  - Ukrainy (2015)
  - Superligi Ukrainy (2016)

### Reprezentacja
- Uczestnik:
  - uniwersjady (2003)
  - mistrzostw Europy U–20 (2002 – 12. miejsce)
  - kwalifikacji do Eurobasketu:
    - U–20 (2000, 2002)
    - U–16 (1999)